# Илиян Мицански
Илиян Емилов Мицански е български футболист, нападател. Роден е на 20 декември 1985 г. в Сандански. Висок е 182 см и тежи 77 кг. Син е на бившия футболист Емил Мицански. Играе в Славия (София).

## Кариера
Играл е за Македонска слава (по-късно преименуван на Пирин 1922) и полските отбори Амика (Вронки), след което Амика се обединява с Лех Познан (там играе от юли до август 2006) и през септември е преотстъпен на Корона (Киелце). Има 10 мача за младежкия национален отбор. През сезон 2009 – 10 Мицански в 28 мача отбелязва 14 гола и се нарежда на второ място сред реализаторите в полското първенство. На 18 юни 2010 г. подписва 4-годишен договор с немския Кайзерслаутерн.  През пролетта на сезон 2011 – 2012 играе под наем във ФШФ Франкфурт. Още при дебюта си срещу отбора на Дуисбург бележи два гола. Изиграва 15 срещи и бележи 9 гола. През пролетта на следващия сезон преминава под наем в отбора на Инголщат04. Отново бележи при дебюта си срещу отбора на Падерборн. Завърша сезона със 7 изиграни мача и 1 гол. През лятото на 2013 подписва договор с втородивизионния Карлсруе СК. След 1 г. без професионален клуб Мицански подписва със Славия (София) на 28 септември 2018 г.

## Статистика по сезони
- Македонска слава – 2003/пр. - Б група, 14 мача/1 гол
- Македонска слава – 2003/04 - A група, 11/1
- Пирин 1922 – 2004/05 - Б група, 29/21
- Амика (Вронки) – 2005/06 - Екстракласа, 18/6
- Лех Познан – 2006 – Екстракласа, 10/1
- Корона (Келце) – 2006/07 - Екстракласа
- Заглембе (Любин) – 2008 – 2009 Голмайстор на Втора полска дивизия – 26 гола.
- Кайзерслаутерн 2010 – 2013, 17/1
- ФШФ Франкфурт 2012 (под наем), 15/9
- ФК Инголщат 04 2013 (под наем), 7/1
- Карлсруе СК 2013 – 2015, 49/9
- Играе за Националния отбор на България от 2010 – 2015, 17/4